# Lézardrieux
Lézardrieux (bretonisch Lezardrev) ist eine französische Gemeinde mit 1.632 Einwohnern (Stand: 1. Januar 2022) im Département Côtes-d’Armor in der Region Bretagne. Sie gehört zum Arrondissement Lannion und zum Kanton Tréguier. Die Bewohner werden im Französischen als Lézardriviens bezeichnet.

## Geografie
Lézardrieux liegt östlich der Côte de Granit Rose im äußersten Norden der Bretagne am Ärmelkanal, etwa 39 Kilometer nordwestlich von Saint-Brieuc an der Mündung des Trieux. Zum Gemeindegebiet gehören auch die Bréhat-Inseln. Umgeben wird Lézardrieux von den Nachbargemeinden Lanmodez im Norden, Ploubazlanec im Nordosten, Paimpol im Osten, Plourivo im Süden, Pleudaniel im Süden und Südwesten sowie Pleumeur-Gautier im Westen.
In der Gemeinde liegt im Ärmelkanal das Naturreservat Sillon de Talbert. Durch Lézardrieux führen die früheren Routes nationales 786 und 787.

## Bevölkerungsentwicklung
| Jahr                       | 1962 | 1968 | 1975 | 1982 | 1990 | 1999 | 2006 | 2012 | 2019 |
| Einwohner                  | 2014 | 1842 | 1834 | 1859 | 1707 | 1629 | 1577 | 1603 | 1480 |
| Quellen: Cassini und INSEE |      |      |      |      |      |      |      |      |      |

## Sehenswürdigkeiten

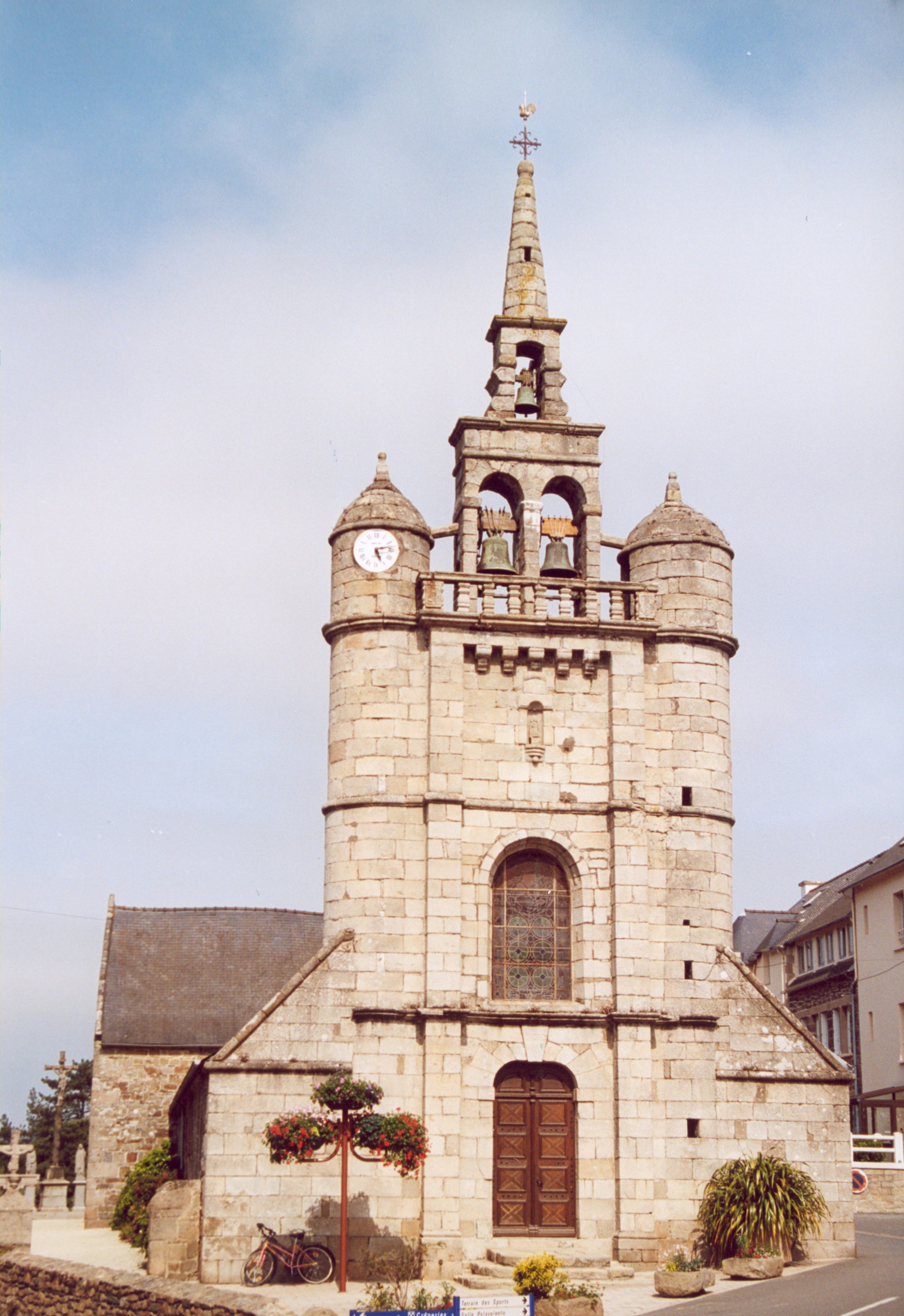
Kirche Saint-Jean-Baptiste

- Kirche Saint-Jean-Baptiste, Ende des 16. Jahrhunderts erbaut
- Kapelle in der Ortschaft Kermouster aus dem 18. Jahrhundert
- Hängebrücke von Lézardrieux

## Gemeindepartnerschaft
Mit der französischen Gemeinde Morangis im Département Essonne (Region Île-de-France) besteht eine Partnerschaft.